# Kilogram
Den grundlæggende SI-enhed for masse er kilogram (symbol kg).
Kilo er et præfiks, som betyder 1.000. Et kilogram er altså 1.000 gram.
Kilogram er en meget brugt måleenhed for masse indenfor videnskab, ingeniørarbejde og handel verden over. Kilogram er ofte kun kaldet kilo. 1 kilogram svarer ca. til 1 liter vand. 
1 kg i avoirdupois systemet svarer til 2,205 pund.

## Definition
Kilogram er defineret af tre fysiske og fundamentale konstanter: Lysets hastighed c, en specifik atomisk overgangsfrekvens ΔνCs og Planks konstant h.
Man har ønsket at gøre definitionen uafhængig af et prototypelod ved at fiksere en naturkonstant til en bestemt talværdi. I november 2018 blev et kilogram koblet til Plancks konstant, som er defineret til præcis at være 6,62607015 x 10-34kg∙m2∙s-1. Problemet med sådanne generelle definitioner har tidligere været, at de ikke giver samme nøjagtighed som en definition ved hjælp af en prototype. Det er, fordi man kunne veje et lod med større præcision end den præcision, som man hidtil har kunnet bestemme de relevante konstanter med.

### Tidligere definition
Udviklingen af det første målesystem begyndte omkring år 1790. I 1793 var kilogrammet kendt under navnet "grave". Grave var defineret som vægten af en kubikdecimeter destilleret vand ved 0°C. Efter tre år blev "grave" afskaffet og erstattet af det, som vi i dag kender under betegnelsen kilogram. Grammet, 1/1000 af et kilogram, blev foreløbigt i 1795 defineret som massen af en kubikcentimeter vand ved dets frysepunkt. 
Kilogrammet blev senere, ligesom meteren, defineret ud fra en prototype, og både det originale kilogram-lod og meterstaven blev opbevaret i Paris.

## Navn og terminologi
Kilogram er den eneste SI-enhed med et prefix (kilo) som en del af navnet. Ordet kilogram kommer af det fransk kilogramme. Ordet kilogram blev skrevet ind i den franske lov i 1795.
Den franske måde at stave kilogramme på blev adopteret af Storbritannien, da ordet første gang blev brugt på engelsk i 1795. I USA stavede man ordet kilogram. I Storbritannien bliver begge stavemåder brugt. Kilogram er dog blevet den hyppigst anvendte stavemåde. Den britiske lov, som regulerer, hvilke enheder der skal bruges, når der tales om handel på baggrund af vægt eller mål, forbyder ingen af stavemåderne, og begge er dermed tilladte.
I det 19. århundrede blev det franske ord kilo, forkortelse for kilogram, adopteret over i det engelske sprog, hvor det er blevet brugt både som kilogram og kilometer. Også på dansk og mange andre europæiske sprog (f. eks. tysk, russisk, portugisisk) har den franske forkortelse kilo vundet indpas.

## Danske forhold
Der er fremstillet et antal identiske eksemplarer af den internationale kilogram-prototype. Disse kopier opbevares, og bruges, på de forskellige landes nationale institutter for videnskabelig måling, som fx PTB i Tyskland og NIST i USA. I Danmark varetages denne opgave af Dansk Fundamental Metrologi A/S, som ligger i forskerparken DTU Science Park i Hørsholm. DFM er et selskab under Danmarks Tekniske Universitet i Kongens Lyngby. Den danske prototype bliver med flere års mellemrum sammenlignet direkte med det originale lod i Paris, hvorved sporbarheden sikres.

## Masse og vægt
Kilogram er en enhed for masse. Masse er relateret til tendensen hos et objekt i hvile til at forblive i hvile, eller, hvis det er i bevægelse, til at forblive i bevægelse med en konstant hastighed, medmindre det påvirkes af en kraft.
Mens vægten af et objekt afhænger af styrken af det lokale tyngdefelt, er massen af et objekt uafhængig af tyngdefeltet. Derfor kræver det ikke noget for astronauter i mikro-tyngdekraft at holde genstande væk fra gulvet; de er vægtløse. Da genstande i mikro-tyngdekraft stadig bevarer deres masse og træghed, må astronauter udøve ti gange så meget kraft for at sætte en 10kg genstand i bevægelse med samme hastighed som en 1kg genstand. 

## SI-omregning
Da kilogram allerede har et SI-præfiks (kilo) som en del af dets navn, anvendes enheden gram som basis ved brugen ar SI-præfiks.  For eksempel er en milliontedel af et kg lig 1 mg (et milligram), ikke 1 μkg (et mikrokilogram).
| Division | Division  | Division  |
| Værdi    | SI symbol | Navn      |
| -------- | --------- | --------- |
| 10−1 g   | dg        | decigram  |
| 10−2 g   | cg        | centigram |
| 10−3 g   | mg        | milligram |
| 10−6 g   | µg        | microgram |
| 10−9 g   | ng        | nanogram  |
| 10−12 g  | pg        | picogram  |
| 10−15 g  | fg        | femtogram |
| 10−18 g  | ag        | attogram  |
| 10−21 g  | zg        | zeptogram |
| 10−24 g  | yg        | yoctogram |

| Multiplikation | Multiplikation | Multiplikation |
| Værdi          | SI symbol      | Navn           |
| -------------- | -------------- | -------------- |
| 101 g          | dag            | decagram       |
| 102 g          | hg             | hectogram      |
| 103 g          | kg             | kilogram       |
| 106 g          | Mg             | megagram (ton) |
| 109 g          | Gg             | gigagram       |
| 1012 g         | Tg             | teragram       |
| 1015 g         | Pg             | petagram       |
| 1018 g         | Eg             | exagram        |
| 1021 g         | Zg             | zettagram      |
| 1024 g         | Yg             | yottagram      |